# Dia Nacional da Visibilidade Trans
O Dia Nacional da Visibilidade Trans é comemorado anualmente, no dia 29 de janeiro, e celebra, desde  2004, o orgulho, a existência, a conscientização e a resistência da comunidade trans e travesti, dentro do movimento LGBT no Brasil.
Em 29 de janeiro de 2004, um grupo de ativistas transgênero foi ao Congresso Nacional, para se manifestar em favor da campanha Travesti e Respeito, num ato político de afirmação da diversidade de identidade de gênero, no país. A campanha, de âmbito nacional, foi elaborada por lideranças do movimento social de pessoas trans, em parceria com o Programa Nacional de IST e Aids do Ministério da Saúde. Na época, o Ministério buscava intensificar suas ações de combate a infecções sexualmente transmissíveis (ISTs), condições frequentemente associadas à prostituição - atividade que, muitas vezes, é a única ocupação possível para pessoas trans, com ou sem qualificação profissional, dada a discriminação que enfrentam no mercado de trabalho e vulnerabilidade social em que se encontram. O lançamento da campanha constituiu portanto um marco na luta pelo reconhecimento e pela igualdade de direitos transgêneros no Brasil.
Em 2022, a mineira Duda Salabert e a paulista Erika Hilton se tornaram as primeiras pessoas transfemininas (mulher trans e travesti, respectivamente) a serem eleitas para o cargo de deputadas federais pelo PDT e PSOL respectivamente, fazendo de suas legislaturas um meio para defender essa pauta. A extrema-direita, por sua vez, constantemente ataca a data, usando de supostas bases bíblicas para tal ao afirmar que só há o homem e a mulher, e que Deus não cometeria nenhum erro na criação  dos homens.